# Katarina Ivanović
Katarina Ivanović, szerbül: Катарина Ивановић (Veszprém, 1811. május 15. – Székesfehérvár, 1882. szeptember 22.) magyarországi szerb festőnő.

## Élete
Veszprémi szerb polgári családban született, de gyermekkorát Székesfehérvárott töltötte. Szülei nem tanították meg rendesen szerbül.[forrás?] A pénzügyi támogatásnak köszönhetően Đorđe Stanković Stúdiójában tanult Pesten. Amikor egy festményt készített Csáki grófnőnek, az támogatta őt egy bécsi látogatásában, majd elvégezte a Müncheni Képzőművészeti Akadémia történelmi festészet szakát (1845–46). Itt kezdte el Belgrád felszabadítása, 1806 című képét, majd elutazott Belgrádba, ahol egy évet élt. Ezután több helyen is lakott (Párizs, Zágráb, Hollandia).
1876-ban tagja lett a Szerb Tanítói Társaságnak, amelyben ő volt az első női akadémikus.
1882. szeptember 22-én halt meg Székesfehérvárott. Temetésére a székesfehérvári szerbek temetőjében került sor. 1967-ben földi maradványait exhumálták, és Belgrádban, az új temetőben helyezték örök nyugalomra.

## Fontosabb művei
Katarina Ivanović főleg portréfestészettel, történelmi műfajokkal és természettel foglalkozott. A legismertebb művei között az Autoportré (1836), Az ifjú portréja (1837), Szőlő kosárral (1838), Sima Milutinović Sarajlija portréja (1841), Az itáliai borász (1842). Harmincnyolc képe ismert.

## Galéria

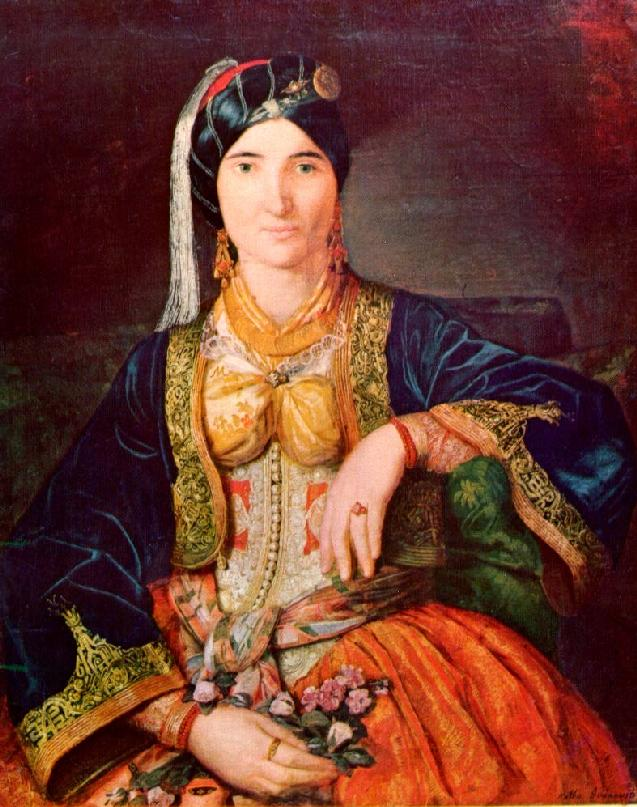
Persida Karađorđević
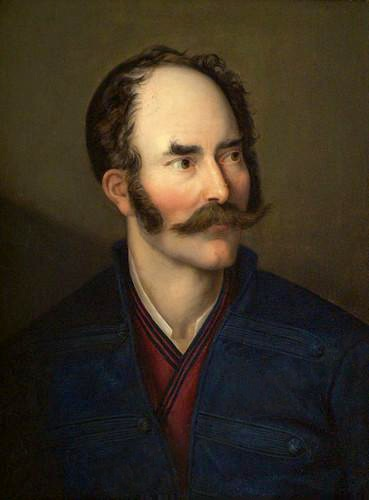
Sima Milutinović Sarajlija
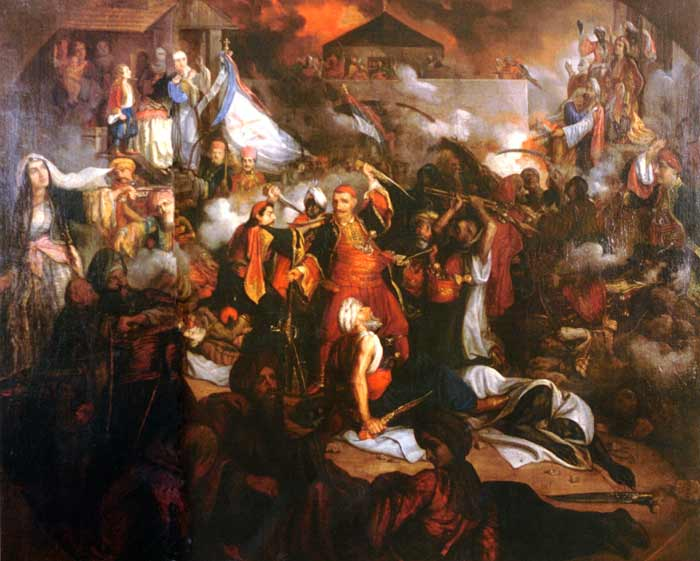
Belgrád felszabadítása, 1806